# Lachesis Tessera (quadrangle)

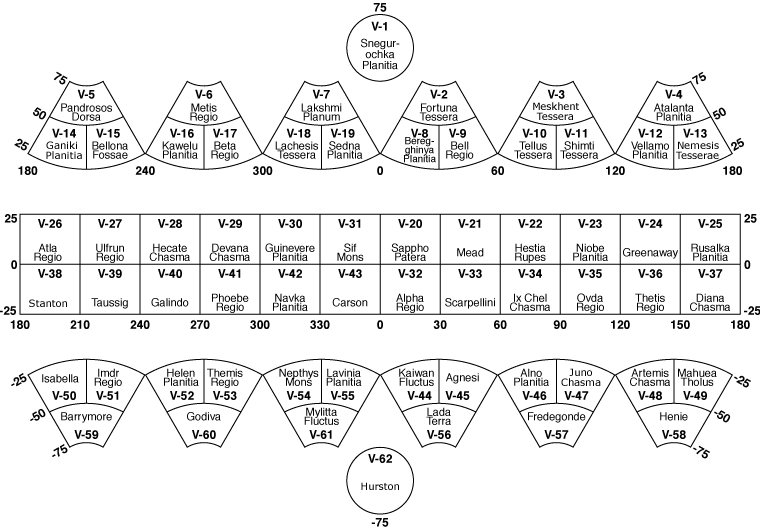
Quadrangles op Venus op schaal 1 : 5.000.000

Lachesis Tessera (V–18; breedtegraad 25°–50° N, lengtegraad 300°–330° E) is een quadrangle op de planeet Venus. Het is een van de 62 quadrangles op schaal 1 : 5.000.000. Het quadrangle werd genoemd naar de gelijknamige tessera die op zijn beurt is genoemd naar Lachesis, een van de drie Schikgodinnen uit de Griekse mythologie.

## Geologische structuren in Lachesis Tessera
Coronae
- Pasu-Ava Corona
- Renenti Corona
- Zemire Corona

Dorsa
- Shishimora Dorsa

Farra
- Anqet Farra

Inslagkraters
- Aftenia
- Bly
- de Staël
- Galina
- Nalkuta
- Patti
- Saida
- Solace
- Tsetsa
- West
- Zina

Linea
- Breksta Linea

Montes
- Eostre Mons

Paterae
- Bethune Patera
- Jaszai Patera

Planitiae
- Guinevere Planitia
- Sedna Planitia

Tesserae
- Lachesis Tessera
- Zirka Tessera

Valles
- Tapati Vallis